# Picatartes-de-pescoço-cinzento
O picatartes-de-pescoço-cinzento (Picathartes oreas) é uma ave de tamanho médio da família Picathartidae, caracterizada por pescoço e cauda longos. Esse passeriforme habita principalmente áreas rochosas de florestas tropicais fechadas, desde o sudoeste da Nigéria até Camarões, Guiné Equatorial e sudoeste do Gabão, além da ilha de Bioco. Sua distribuição é fragmentada, com populações frequentemente isoladas. O picatartes prefere viver próximo a riachos e inselbergues em seu habitat florestal. Não possui subespécies reconhecidas, embora alguns considerem que forma uma superespécie com o picatartes-da-guiné [en]. Apresenta partes superiores cinzentas, peito cinza-claro e partes inferiores amarelo-limão. Sua cauda longa auxilia no equilíbrio, e suas coxas são musculosas. A cabeça é quase desprovida de penas, com a pele azul exposta na testa e mandíbula superior, e carmim na nuca. As bochechas e olhos são cobertos por uma mancha preta circular que separa as áreas azul e carmim no topo da cabeça. Embora geralmente silencioso, alguns chamados são conhecidos.
O picatartes se alimenta principalmente de insetos, mas consome matéria vegetal, como frutas e gomos florais. Uma estratégia alimentar envolve seguir colônias de formigas Dorylus, aproveitando insetos espantados pelas formigas. Move-se pela floresta com saltos e voos curtos em vegetação baixa, geralmente sozinho ou em pequenos grupos. Raramente voa longas distâncias. É monogâmico e nidifica isoladamente ou próximo a outros pares, às vezes em colônias de 2 a 5 ninhos, com um registro de 40 ninhos. Os ninhos, feitos de lama, formam uma taça profunda e são construídos em superfícies rochosas, geralmente em cavernas ou falésias. Põe dois ovos duas vezes por ano. Apesar de nidificar em colônias, o infanticídio ocorre, com indivíduos tentando matar filhotes de outros pares. Os filhotes amadurecem em cerca de um mês.
Classificado como vulnerável, enfrenta ameaças devido à destruição de habitat e populações fragmentadas. Um plano de conservação foi elaborado, e pesquisas sobre sua distribuição estão em andamento. Em Camarões, alguns povos indígenas respeitam ou temem a espécie. Considerado uma das aves mais desejadas da África por observadores de aves, é um símbolo de ecoturismo em sua área de ocorrência.

## Taxonomia
Descrito pela primeira vez por Anton Reichenow [en] em 1899, a partir de um exemplar coletado na base do Monte Camarões, perto de Limbe, Camarões, a descrição foi publicada em Ornithologische Monatsberichte como Picathartes oreas. O nome genérico, criado por René Primevère Lesson em 1828, foi usado após separar o picatartes-da-guiné do gênero Corvus, devido à ausência de características como cabeça emplumada. O nome Picathartes combina os gêneros latinos pica ("pega") e cathartes ("abutre"). O nome específico deriva do grego antigo oreas, que significa "montanha". Desde sua descrição, foi colocado em mais de cinco famílias, incluindo Corvidae, Sturnidae, Muscicapidae, Timaliidae e Sylviidae. Atualmente, o picatartes-de-pescoço-cinzento e o picatartes-da-guiné formam a família única Picathartidae. Há sugestões, não amplamente aceitas, de que representam vestígios de uma ordem antiga de aves. Análises de DNA recentes indicam que os Picathartidae, junto com aves do gênero Chaetops [en] e o tordal-raloide [en], formam um clado. A análise sugere que o picatartes se separou do ancestral comum desse clado há 44 milhões de anos, com origem na Austrália e dispersão para a África. Embora sem subespécies, pode formar uma superespécie com o picatartes-da-guiné, com diferenças principais na plumagem e padrão facial.
Nomes comuns em inglês incluem grey-necked rockfowl, grey-necked picathartes, bare-headed rockfowl, red-headed rockfowl, blue-headed picathartes e grey-necked bald crow. Rockfowl (em português: "Ave-das-rochas") refere-se ao hábito de construir ninhos de lama em rochas e cavernas. Picathartes (em português: "Picatartes") alude ao nome científico. Bald crow (em português: "Corvo-careca") menciona a cabeça sem penas e aparência semelhante a um corvo, especialmente no bico.

## Descrição
O picatartes-de-pescoço-cinzento mede aproximadamente 33 a 38 cm de comprimento, com a cauda longa contribuindo com cerca de 14 cm. Não apresenta dimorfismo sexual. A cabeça é quase sem penas, com a pele da testa, coroa frontal e mandíbula superior azul. A mandíbula inferior e o restante da mandíbula superior são pretos. O bico, grande e semelhante ao de corvos, mede 30 mm e é curvo. Pequenas penas eriçáveis estão presentes na coroa. A pele nua na nuca e parte posterior da coroa é carmim, com algumas penas eriçáveis. A área entre essas manchas, incluindo loros, bochechas e região auricular, é preta e sem penas. Os olhos são castanho-escuros. O manto, dorso, garupa e coberteiras superiores da cauda são cinzentos. As penas da garupa são longas, densas e sedosas. A cauda também é cinzenta. O queixo, garganta, lados do pescoço e peito superior são cinza-claros. O peito inferior, ventre, flancos, coxas e coberteiras inferiores da cauda são amarelo-limão, embora os flancos possam parecer acinzentados. As asas são cinzentas, com rémiges pretas, formando uma linha entre as partes inferiores amarelas e superiores cinzentas. As pernas e pés são cinza-prateados e musculosos. O adulto pesa entre 200 e 250 g.
Os filhotes nascem quase sem penas, exceto por pequenas penas primárias e penugem fina ao longo da coluna, úmero, antebraço e fêmur. A pele é rosa-escura com manchas pretas na parte superior. A abertura bucal é amarela. Conforme crescem, a plumagem começa a se assemelhar à dos adultos, com manchas brancas nas coberteiras das asas, e a pele nua da cabeça é preta ou marrom-escura na testa, e marrom-avermelhada escura na nuca. Após deixar o ninho, os imaturos são semelhantes aos adultos, exceto pela mancha nua na nuca, que é amarelo-dourada, e pela cauda, um terço do comprimento da dos adultos.
É uma espécie silenciosa. Emite um chamado sibilante "wheet" de um a dois segundos, repetido várias vezes com intervalos de cerca de quatro segundos. Para isso, abre o bico e infla a garganta. Ao levar comida ao ninho, os adultos emitem um ou dois "peep". No ninho, produzem um som baixo "ga-a-a", descrito como entre um ronco e um suspiro. Também emite um som sibilante "shisss".

## Distribuição e habitat

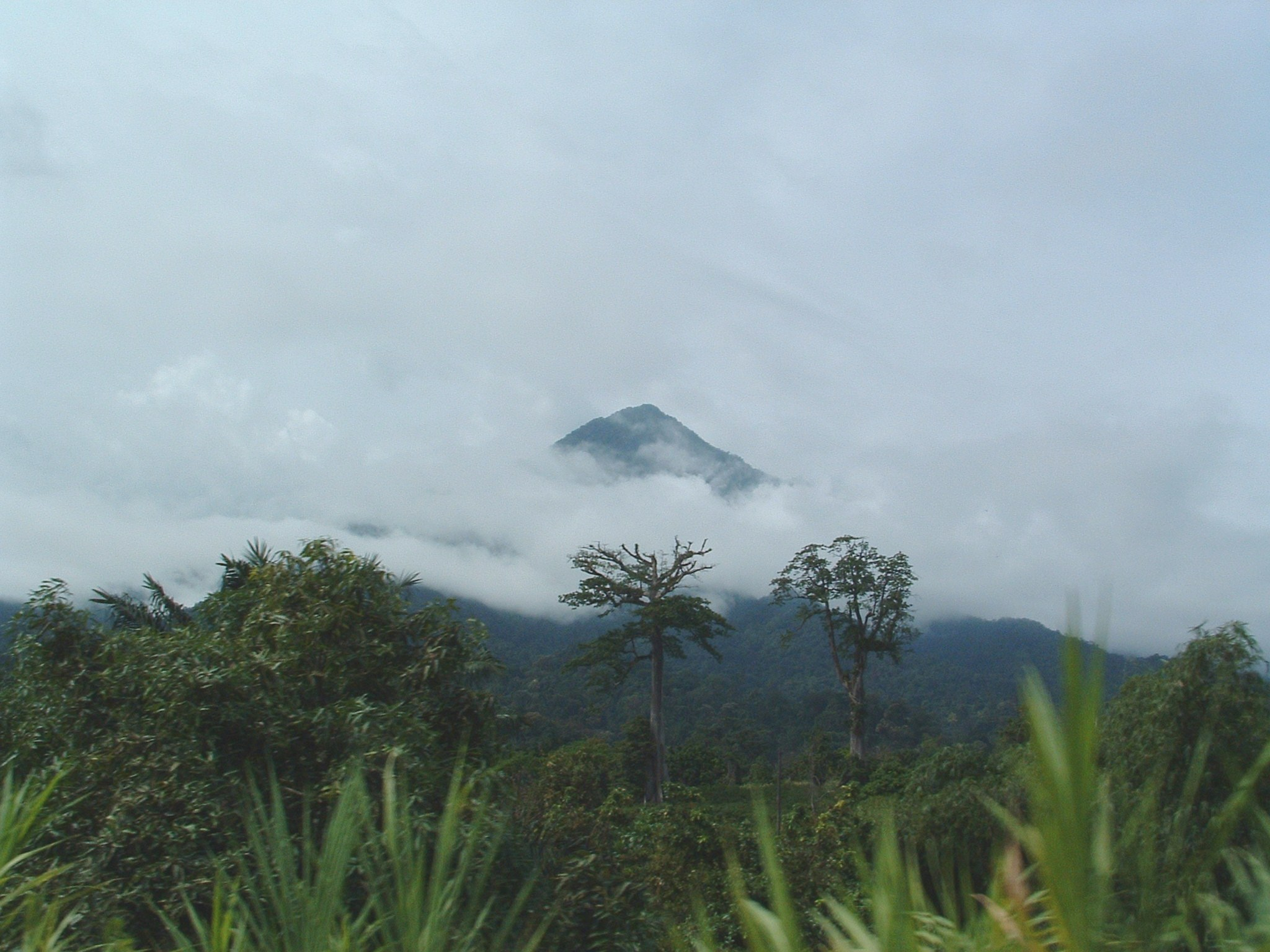
As florestas ao redor do Monte Camarões são áreas de nidificação.

O picatartes-de-pescoço-cinzento ocorre na África Ocidental, do sudeste da Nigéria ao sudoeste do Gabão. Na Nigéria, está restrito ao canto sudeste, perto da costa e da fronteira com Camarões. É amplamente distribuído no sudoeste de Camarões, considerado seu principal reduto. Está presente em toda a Guiné Equatorial e no sudoeste do Gabão. Também habita florestas no sudoeste de Bioco, no Golfo da Guiné. Há apenas um registro na República do Congo, mas suspeita-se de populações não descobertas. Sua área total de distribuição abrange cerca de 314.000 km².
Prefere terrenos acidentados com grandes rochas, cavernas e desfiladeiros. Frequentemente está perto de inselbergues e fontes de água, como rios ou poças florestais. O sub-bosque de suas florestas tem pouca vegetação rasteira, mas é coberto por musgos, samambaias, lianas e epífitas. No sudoeste de Bioco, vive em florestas baixas com cerca de 10 m de chuva anual. O habitat em Bioco inclui sub-bosque denso e desfiladeiros verticais próximos a uma caldeira vulcânica. Geralmente encontrado entre 450 e 2.100 m acima do nível do mar, está em altitudes mais baixas em Bioco. É não migratório, e em um local em Camarões permaneceu a 300 m do ninho durante o ano. Tolera atividade humana, com um local de reprodução em Camarões a 30 m de uma plantação de milho. Observações recentes sugerem maior tolerância a habitats degradados.

## Ecologia e comportamento
Vive geralmente sozinho ou em pares, mas bandos de três a dez aves não são raros. Move-se por saltos e corridas no chão e em galhos baixos, usando a cauda para equilíbrio. Em bandos, saltam quase em uníssono. Raramente voa, mas é rápido e navega bem entre árvores e rochas. Quando parado, mantém a cauda abaixada e a cabeça erguida. Evita movimentos incomuns na floresta silenciosamente. Se percebido, pode se tornar curioso e se aproximar de observadores. Não é tímido após ser avistado, estudando objetos de interesse, incluindo humanos, em locais abertos. Quando desconfiado, ergue a crista na cabeça e o colar no pescoço, emitindo um gemido abafado. É mais ativo de manhã cedo e no fim da tarde, permanecendo empoleirado com pouca atividade entre 10h30 e 19h em áreas com lianas ou cavernas longe dos ninhos. Coça a cabeça levantando a pata sobre ela. Toma banho em poças pequenas. Sua longevidade na natureza é desconhecida, mas alcançou 25 anos em cativeiro.

### Dieta

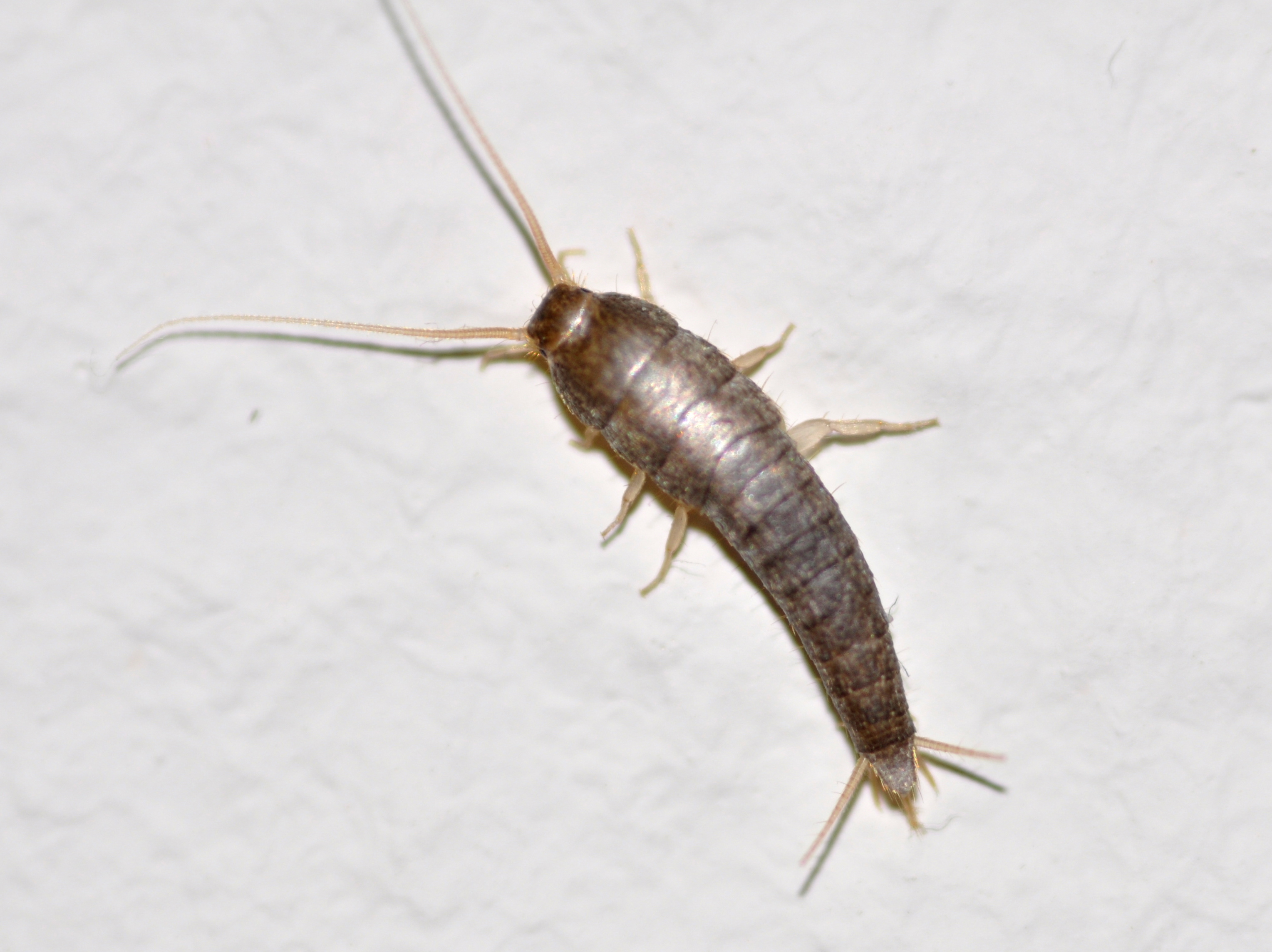
Lepisma saccharina, uma das presas do picatartes.

Forrageia de manhã cedo ou no final da tarde, sozinho ou em pequenos grupos, em folhagem e troncos mortos. Salta para capturar presas em folhagem suspensa. Procura alimento parando e escaneando ou jogando folhagem com o bico. Frequentemente segue colunas de formigas Dorylus, alimentando-se de insetos espantados. Também caça em riachos por caranguejos e peixes. Esmaga caracóis com o bico e, se a presa resiste, bate-a contra o chão. Machos foram observados oferecendo comida a fêmeas, embora raro.
Alimenta-se de diversos invertebrados e pequenos vertebrados, com matéria vegetal sendo parte significativa da dieta. Consome besouros, incluindo gorgulhos e animais do gênero Psephus (famílias Staphylinidae e Elateridae), borboletas, formigas dos gêneros Dorylus e Pachycondyla, gafanhotos, baratas da família Blattidae, lacrainhas, lagartas, formiga-leão, traça Lepisma saccharina e minhocas. Pequenos lagartos, rãs, caracóis e lesmas são consumidos, assim como caranguejos do gênero Potamon [en], frutas, gomos florais, musgos e folhas. Peixes também são presas na Nigéria. Em pelo menos um local de nidificação, depende fortemente de artrópodes que se alimentam de guano de morcegos em cavernas, com menor dependência em outros locais. Regurgita alimentos em forma de pelotas. Estima-se que 52 a 60% da dieta seja composta por animais. Larvas de besouros da família Staphylinidae e formigas foram as presas mais frequentes em um estudo na Nigéria.

### Reprodução
Nidifica sozinho ou em colônias pequenas, com média de dois a cinco ninhos, embora um local tenha quase 50 ninhos. É monogâmico, não se reproduzindo com outros além de seu parceiro. Na Guiné Equatorial, parece reproduzir cooperativamente, com quatro aves alimentando um ninho. Exibições de cortejo são desconhecidas. A postura de ovos em colônias não é sincronizada, resultando em filhotes em diferentes estágios. Isso pode promover reprodução cooperativa. As datas de postura variam por região, geralmente algumas semanas antes da estação chuvosa; em áreas com duas estações chuvosas, há duas temporadas reprodutivas. Em regiões montanhosas como o Monte Camarões, reproduz na estação seca para evitar névoas. Na Nigéria, põe ovos entre agosto e novembro; no Gabão, entre novembro e abril; no oeste de Camarões, entre março e novembro, com picos em junho, julho e outubro; no sul de Camarões, há uma temporada principal de outubro a dezembro e uma secundária de abril a maio. Na Guiné Equatorial, nidifica em meados de fevereiro.
Constrói ninhos em rochas, geralmente em cavernas, tanto na entrada quanto no interior, ou em falésias quase verticais, com ou sem vegetação, mas sem galhos lenhosos. Os ninhos precisam de uma saliência para proteção contra água, e a superfície rochosa geralmente inclina-se para frente. Estão sempre próximos a água, como riachos ou poças florestais. Riachos ao pé de falésias ajudam a afastar predadores. Os ninhos em rochas ficam a 1,2 a 5,2 m do solo. Há registro de um ninho em uma raiz de contraforte de uma árvore Piptadeniastrum sobre um riacho. Dois ninhos foram construídos em uma ponte de concreto no Parque Nacional de Lopé, no Gabão. Macho e fêmea trabalham igualmente na construção, que pode levar de dois a três meses, ou mais de um ano em casos extremos. O ninho é uma meia-taça de lama seca com fibras de grama e folhas mortas, muitas vezes com material vegetal projetando-se das paredes. É fixado na rocha ou construído como um muro de contenção em fissuras. Os ninhos ficam a pelo menos 1 m de distância, às vezes até 5 m. Tem geralmente 30 a 40 cm de espessura, mas pode chegar a 140 cm, com cerca de 290 cm de largura, 400 cm de comprimento e 3 kg. Após secar, torna-se muito resistente. O interior é forrado com radículas e tiras finas de grama.
Põe um a três ovos, normalmente dois, com o segundo posto 24 a 48 horas após o primeiro. Os ovos variam em cor: amarelo-acastanhado com manchas marrons escuras, branco-creme com manchas marrons ou cinzentas, ou cinza-claro com marrom. Pesam cerca de 15,2 g e medem em média 40,5 mm por 27,5 mm. A incubação começa após a postura de ambos os ovos. O tempo de incubação varia, geralmente menos de cinco minutos por sessão, com quase duas horas entre elas. Ambos os sexos incubam. Quando o parceiro chega, emite um chamado que faz o incubador sair. Nos dois dias antes da eclosão, os adultos cutucam os ovos, às vezes com comida no bico. A incubação dura 21 a 24 dias. Os filhotes eclodem com cerca de um dia de diferença. Os adultos removem rapidamente os fragmentos de casca. O recém-nascido pesa apenas 12 g, mas ganha peso rapidamente. Os olhos abrem e a cauda começa a crescer no quinto dia. Nos primeiros dias, a comida é trazida três a seis vezes por hora, com pico à noite. Filhotes que pedem comida mostram o bico e a abertura bucal sem emitir som. O segundo filhote muitas vezes não ganha peso e morre, com evidências de canibalismo pelos adultos. Nos primeiros dez dias, um adulto guarda o ninho enquanto o outro coleta comida; ainda assim, ninhos foram destruídos por chimpanzés e Mandrillus leucophaeus. Os filhotes deixam o ninho após 24 dias. O infanticídio foi registrado, com picatartes matando filhotes de outros pares. Em um caso, um segundo par assumiu um ninho após matar os filhotes do primeiro.

## Relação com humanos
Em Camarões, o picatartes-de-pescoço-cinzento é respeitado pelos povos indígenas e, em alguns casos, temido. Na Nigéria, é conhecido por nomes que traduzem "ave das rochas" ou "ave do riacho". Caçadores abrigados em cavernas de nidificação já mataram e comeram adultos, embora sejam considerados pequenos e geralmente deixados para crianças caçarem. Nas décadas de 1950 e 1960, zoológicos ocidentais demandavam a espécie, levando a coletas intensas. O conservacionista britânico Gerald Durrell [en] buscou a espécie em duas viagens a Camarões, descritas em The Bafut Beagles [en] e A Zoo in My Luggage [en]. O comércio cessou, e a população em cativeiro não se sustentou, com o último exemplar morrendo no Zoológico de Frankfurt em 2009. Foi retratado em selos postais de Camarões, Nigéria, Benin e Togo, apesar de não habitar os dois últimos. É uma das aves mais difíceis de se observar na natureza. Simboliza esforços de conservação e ecoturismo em sua região. É considerada uma das cinco aves mais desejadas da África por ornitólogos.

### Conservação

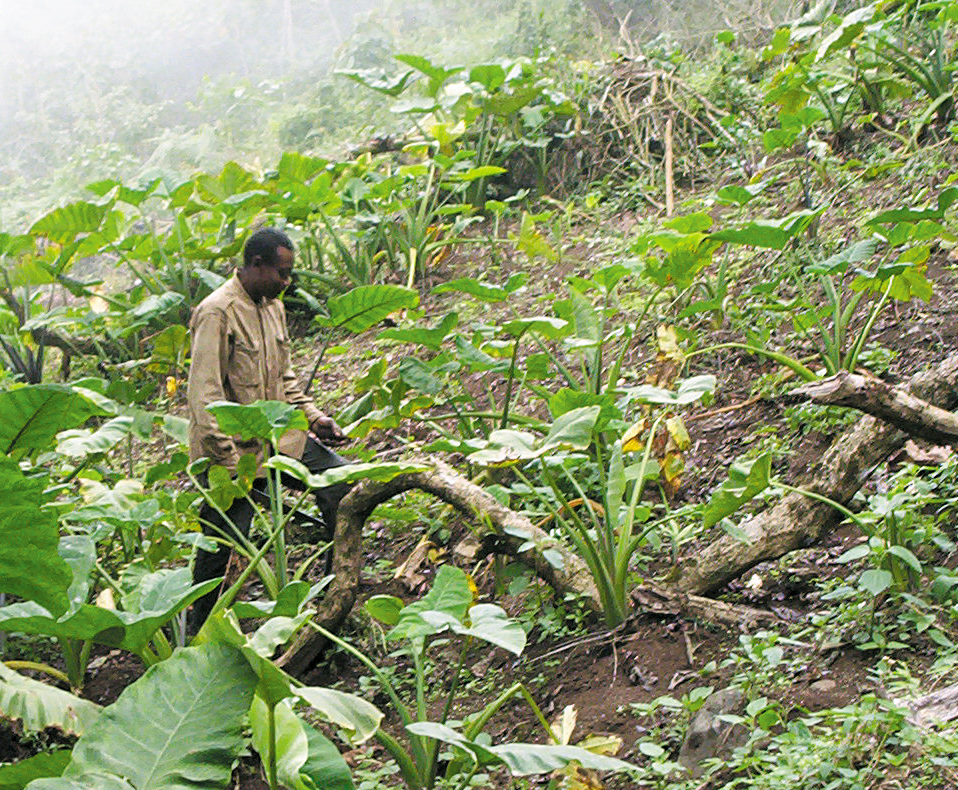
Um campo agrícola no Monte Camarões

É vulnerável devido à destruição de habitat, populações isoladas, coleta de adultos, predação e baixa taxa de sucesso reprodutivo. Seu habitat é destruído para agricultura, plantações de cacau, extração de madeira e agricultura de corte e queima. Requisitos específicos de habitat levam a populações fragmentadas, sendo naturalmente raro. A competição por locais de nidificação, devido a esses requisitos, pode levar ao infanticídio. Sua população estimada é de 2.500 a 10.000 indivíduos, provavelmente no limite inferior. A inaccessibilidade de partes de sua área sugere que pode ser mais comum. Algumas colônias estão no limite mínimo para viabilidade a longo prazo. É vítima de armadilhas para mamíferos. A coleta para zoológicos nas décadas de 1950 e 1960 foi uma ameaça significativa. O ecoturismo pode afetá-lo negativamente se não seguir procedimentos adequados.
Camarões é o único país com lei nacional protegendo a espécie, que proíbe sua matança, permitindo captura com licença. O comércio internacional é regulado pelo Apêndice I da CITES, permitindo-o apenas em circunstâncias excepcionais. Em 2006, a BirdLife International elaborou um plano de ação internacional focado em pesquisas de habitat, conscientização local e limitação da destruição de habitat.
Está protegido em parques nacionais em algumas áreas. No Gabão e em Bioko, os locais habitados são considerados inacessíveis para desenvolvimento futuro. Pesquisas recentes descobriram novas populações.

### Textos citados
- Fry, C. Hilary; Stuart Keith; Emil K. Urban (2000). The Birds of Africa Volume VI. Londres: Academic Press. ISBN 978-0-12-137306-1
- Thompson, Hazell S.S. (2007). «Family Picathartidae (Picathartes)». In:  del Hoyo, Josep; Elliott, Andrew; Christie, David. Handbook of the Birds of the World. 12. Picathartes to Tits and Chickadees. Barcelona: Lynx Editions